# Dielektroforeza
Dielektroforéza je gibanje nenabitih delcev v nehomogenem električnem polju.
Pohl je fenomenološko opredelil dielektroforezo:
1. Dielektroforezna sila deluje le v nehomogenem električnem polju.
2. Dielektroforezna sila ni odvisna od smeri električnega polja, zato lahko pojav opazimo v istosmernem ali izmeničnem polju
3. Sila vleče delce v smeri naraščajočega polja, kadar je dielektričnost delcev večja od dielektričnosti okolice (»pozitivna dielektroforeza«)
4. Sila vleče delce stran od smeri naraščajočega polja, kadar je dielektričnost delcev manjša od dielektričnosti okolice (»negativna dielektroforeza«)
5. Dielektroforezo opazimo pri delcih velikosti 1-1000 μm; pri manjših delcih nad dielektroforezno silo prevlada Brownovo gibanje, pri večjih pa težnost